# Chiesa della Beata Vergine del Carmine (Ribis)
La chiesa della Beata Vergine del Carmine, nota anche con il titolo di santuario, è la parrocchiale di Ribis, frazione di Reana del Rojale, in provincia ed arcidiocesi di Udine; fa parte della forania della Pedemontana.

## Storia
Già forse nel Medioevo esisteva nel punto dove oggi sorge il santuario una piccola edicola ospitante una statua della Madonna col Bambino, la quale era oggetto di grande devozione da parte della popolazione. Accanto a detta ancona era stata edificata anche una piccola cappella. L'attuale santuario fu edificato tra il 1648 ed il 1649 da tale Sebastiano da Riu e, per decisione del Senato Veneto, ricevette il titolo di "chiesa regia" o "chiesa ducale". Inoltre, con il medesimo decreto, si stabilì che i curati di Ribis dovessero essere chiamati abati. In un'epoca successiva, tra la fine del XVII e l'inizio del XVIII secolo, presso la chiesa venne costruita la canonica, che fungeva pure da ospizio per i pellegrini. L'edificio fu poi restaurato nel Settecento. All'inizio del XIX secolo il santuario divenne filiale della parrocchiale di Reana e, nel 1895, subì alcuni lavori di ampliamento. Nel XX secolo la chiesa fu eretta a parrocchiale. Infine, il santuario venne ristrutturato tra il 2008 ed il 2009.